# Five Nations 1967
Die Ausgabe 1967 des jährlich ausgetragenen Rugby-Union-Turniers Five Nations (seit 2000 Six Nations) fand zwischen dem 14. Januar und dem 15. April statt. Turniersieger wurde Frankreich.

## Teilnehmer
| Land       | Stadion                        | Stadt     | Trainer   | Kapitän                   |
| ---------- | ------------------------------ | --------- | --------- | ------------------------- |
| England    | Twickenham Stadium             | London    | keiner    | Phil Judd                 |
| Frankreich | Stade Olympique Yves-du-Manoir | Colombes  | Jean Prat | Christian Darrouy         |
| Irland     | Lansdowne Road                 | Dublin    | keiner    | Noel Murphy               |
| Schottland | Murrayfield Stadium            | Edinburgh | keiner    | James Fisher              |
| Wales      | Cardiff Arms Park              | Cardiff   | keiner    | Alun Pask / David Watkins |

## Tabelle
|    | Land       | Spiele | Siege | Unent. | Ndlg. | Spiel- punkte | Diff. | Tabellen- punkte |
| -- | ---------- | ------ | ----- | ------ | ----- | ------------- | ----- | ---------------- |
| 1. | Frankreich | 4      | 3     | 0      | 1     | 55:41         | + 14  | 6                |
| 2. | England    | 4      | 2     | 0      | 2     | 68:67         | + 1   | 4                |
| 2. | Irland     | 4      | 2     | 0      | 2     | 17:22         | − 5   | 4                |
| 2. | Schottland | 4      | 2     | 0      | 2     | 37:45         | − 8   | 4                |
| 5. | Wales      | 4      | 1     | 0      | 3     | 53:55         | − 2   | 2                |

## Ergebnisse
| 14. Januar 1967 | Frankreich                                     | 8 : 9         | Schottland                                 | Stade Olympique Yves-du-Manoir, Colombes Zuschauer: 32.000 Schiedsrichter: Kevin Kelleher (Irland) |
| 14. Januar 1967 | Versuche: Carrère Duprat Erhöhungen: Gachassin | (3:6) Bericht | Straftritte: Wilson (2) Dropgoals: Simmers | Stade Olympique Yves-du-Manoir, Colombes Zuschauer: 32.000 Schiedsrichter: Kevin Kelleher (Irland) |

| 4. Februar 1967 | Schottland                                                          | 11 : 5        | Wales                                  | Murrayfield Stadium, Edinburgh Zuschauer: 70.000 Schiedsrichter: Kevin Kelleher (Irland) |
| 4. Februar 1967 | Versuche: Hinshelwood Telfer Erhöhungen: Wilson Dropgoals: Chisholm | (0:5) Bericht | Versuche: S. Watkins Erhöhungen: Price | Murrayfield Stadium, Edinburgh Zuschauer: 70.000 Schiedsrichter: Kevin Kelleher (Irland) |

| 11. Februar 1967 | Irland               | 3 : 8         | England                                                  | Lansdowne Road, Dublin Schiedsrichter: Dai Hughes (Wales) |
| 11. Februar 1967 | Straftritte: Kiernan | (0:3) Bericht | Versuche: McFadyean Erhöhungen: Hosen Straftritte: Hosen | Lansdowne Road, Dublin Schiedsrichter: Dai Hughes (Wales) |

| 25. Februar 1967 | England                                  | 12 : 16        | Frankreich                                                                                           | Twickenham Stadium, London Zuschauer: 70.000 Schiedsrichter: Patrick d’Arcy (Irland) |
| 25. Februar 1967 | Straftritte: Hosen (3) Dropgoals: Finlan | (9:13) Bericht | Versuche: Dourthe Duprat Erhöhungen: Camberabero (2) Straftritte: Camberabero Dropgoals: Camberabero | Twickenham Stadium, London Zuschauer: 70.000 Schiedsrichter: Patrick d’Arcy (Irland) |

| 25. Februar 1967 | Schottland          | 3 : 5   | Irland                               | Murrayfield Stadium, Edinburgh Schiedsrichter: Dai Hughes (Wales) |
| 25. Februar 1967 | Straftritte: Wilson | Bericht | Versuche: Murphy Erhöhungen: Kiernan | Murrayfield Stadium, Edinburgh Schiedsrichter: Dai Hughes (Wales) |

| 11. März 1967 | Wales | 0 : 3         | Irland           | Cardiff Arms Park, Cardiff Schiedsrichter: Michael Titcomb (England) |
| 11. März 1967 |       | (0:3) Bericht | Versuche: Duggan | Cardiff Arms Park, Cardiff Schiedsrichter: Michael Titcomb (England) |

| 18. März 1967 | England                                                                                            | 27 : 14        | Schottland                                                              | Twickenham Stadium, London Schiedsrichter: Patrick d’Arcy (Irland) |
| 18. März 1967 | Versuche: McFadyean (2) Taylor Webb Erhöhungen: Hosen (3) Straftritte: Hosen (2) Dropgoals: Finlan | (8:11) Bericht | Versuche: Hinshelwood Turner Erhöhungen: Wilson Straftritte: Wilson (2) | Twickenham Stadium, London Schiedsrichter: Patrick d’Arcy (Irland) |

| 1. April 1967 | Frankreich | 20 : 14       | Wales                                                                         | Stade Olympique Yves-du-Manoir, Colombes Zuschauer: 39.367 Schiedsrichter: Patrick d’Arcy (Irland) |
| 1. April 1967 | Versuche: Camberabero Dauga Dourthe Erhöhungen: Camberabero Straftritte: Camberabero Dropgoals: Camberabero (2) | (9:6) Bericht | Versuche: Bebb Erhöhungen: Price Straftritte: Price (2) Dropgoals: D. Watkins | Stade Olympique Yves-du-Manoir, Colombes Zuschauer: 39.367 Schiedsrichter: Patrick d’Arcy (Irland) |

| 15. April 1967 | Irland                                | 6 : 11        | Frankreich                                                            | Lansdowne Road, Dublin Zuschauer: 50.000 Schiedsrichter: Robert Burrell (Schottland) |
| 15. April 1967 | Versuche: Molloy Straftritte: Kiernan | (3:5) Bericht | Versuche: Cabanier Erhöhungen: Camberabero Dropgoals: Camberabero (2) | Lansdowne Road, Dublin Zuschauer: 50.000 Schiedsrichter: Robert Burrell (Schottland) |

| 15. April 1967 | Wales | 34 : 21        | England                                        | Cardiff Arms Park, Cardiff Schiedsrichter: Douglas McMahon (Schottland) |
| 15. April 1967 | Versuche: Bebb Davies Jarrett Morris Erhöhungen: Jarrett (5) Straftritte: Jarrett (2) Dropgoals: Raybould | (14:6) Bericht | Versuche: Barton (2) Savage Straftritte: Hosen | Cardiff Arms Park, Cardiff Schiedsrichter: Douglas McMahon (Schottland) |